# 栗田勇
栗田 勇（くりた いさむ、1929年7月18日 - 2023年5月5日）は、日本のフランス文学者、美術評論家、作家、翻訳家。駒沢女子大学日本文化研究所名誉所長。
フランス象徴主義の詩人・ロートレアモン伯爵の作品を日本で初めて全訳し、レフ・トロツキーの翻訳も行った。また詩人でもあり、戯曲も書いた。多彩な創作、評論活動を展開し、仏教、寺院建築、美術等に関する日本文化論の著書を多く発表した。

## 経歴
東京生まれ、満洲出身。父は栗田健男。
1947年、東京府立第六中学校（現東京都立新宿高等学校）卒業。1953年、東京大学文学部仏文科卒業。1955年、同大学院修士課程修了。1960年より文筆活動に入る。
1962年、松田政男、山口健二、川仁宏らが企画した自立学校で、谷川雁、吉本隆明、埴谷雄高、黒田寛一、森秀人らとともに、講師をつとめる。
明治大学、千葉大学、早稲田大学、創形美術学校 (西洋版画史) の講師を務める。駒沢女子大学教授、日本文化研究所所長を務め、名誉所長。
1977年、『一遍上人 - 旅の思索者』で芸術選奨文部大臣賞を受賞。1999年、紫綬褒章受章。
2023年5月5日、老衰のため死去。93歳没。

## 著書
- 『サボテン 詩集』（ユリイカ） 1955
- 『伝統の逆説』（七曜社） 1962
- 『反世界の魔 情念の中の政治』（現代思想社） 1963
- 『現代の空間』（三一書房） 1964
- 『石の寺』（淡交新社） 1965
- 『現代の教養』（三一新書） 1965
- 『都市とデザイン』（鹿島研究所出版会） 1965
- 『文学の構想 象徴の復権』（三一書房） 1966
- 『愛はやすき業か』全2部（三一書房） 1967 - 1968
- 『異貌の神々 ゴシック・バロック・ガウディの空間』（美術出版社） 1967
- 『愛奴 戯曲』（三一書房） 1967
- 「栗田勇著作集」全5巻（新書館） 1968 - 1969
  1. 『現代の空間 / 映像の美学』
  2. 『都市の文明 / デザインの思想』
  3. 『伝統の逆説 / 美の様式』
  4. 『劇的なる空間 / 建築の展開』
  5. 『情念の政治 / 文学の構想』
- 『青春の軌跡 対談 その思想と情念』（三一書房） 1968
- 『愛奴の系譜』（双葉社） 1968
- 『詩人トロツキー』（三一書房） 1969
- 『神秘の国の愛奴』（新書館） 1969
- 『知的正統のために』（河出書房新社） 1970
- 『生きがいの美学 知的青春論』（新書館） 1971
- 『神々の愛でし都』（中央公論社） 1972
- 『逸楽の華さく都』（中央公論社） 1973
- 『紅葉の美学』（読売新聞社） 1973
- 『一遍上人 - 旅の思索者』（新潮社） 1977、新潮文庫 2000
- 『日本美の原像』（三省堂選書） 1977
- 『思想としての建築』（鹿島出版会） 1978
- 『飛鳥大和 美の巡礼』（新潮社） 1978、講談社学術文庫 1996
- 『アントニオ・ガウディ』（PARCO出版局） 1978
- 「栗田勇著作集」全12巻（講談社） 1979-1986
  1. 『日本文化論 伝統の逆説 / 美と秩序』 1979.6
  2. 『日本文化論 紅葉の美学 / 日本美の源流』 1979.5
  3. 『日本文化論 大和熊野 - 古寺巡礼 / 山岳信仰の山 - 修験の思想』 1981.6
  4. 『日本文化論 一遍上人と遊行 / 美の彼岸』 1986.6
  5. 『文明論 神々の愛でし都 / 逸楽の華さく都』 1979.7
  6. 『文明論 都市とデザイン / 建築と文明』 1979.12
  7. 『芸術論 現代の空間 / 映像の美学』 1979.8
  8. 『芸術論 劇的なる空間 / 聖なる空間』 1979.9
  9. 『思想・文芸論 反世界の魔 / 象徴の森をすぎて』 1980.2
  10. 『思想・文芸論 知的正統のために / 思索の風景』 1979.11
  11. 『思想・文芸論 神話と文学 / 感性の城』 1980.1
  12. 『人生論 愛することの美学 / 生きがいの美学』  1979.10
- 『熊野・高野・冥府の旅』（新潮社） 1979
- 『われらは美しき廃虚をもちうるだろうか』（TBSブリタニカ） 1979
- 『古都往還 京都 - 時の愁い』（筑摩書房） 1980
- 『古都転生 京都2 - 水の愁い』（筑摩書房） 1980
- 『文明のたそがれ』（ティビーエス・ブリタニカ） 1980
- 『古都遍歴 嵯峨野より』（筑摩書房） 1981
- 『わがガウディ 劇的なる空間』（朝日選書） 1981
- 『孤独な日本人 いまなぜ宗教か』（サンケイ出版） 1982
- 『古都逍遥 風の旅路』（筑摩書房） 1983
- 『竹久夢二 愛と詩の旅人』（山陽新聞社） 1983
- 『道元の読み方 今を生き切る哲学 -『正法眼蔵』』（祥伝社） 1984、のち同・文庫 2001
- 『イスラム・スペイン建築への旅 薄明の空間体験』（朝日選書） 1985
- 『良寛入門 もっと愚かに、もっと伸びやかに生きる道』（祥伝社） 1985、のち改題『良寛の読み方』 同・文庫 2001
- 『神やどる大和』（新潮社） 1986
- 『女人讃歌 甲斐庄楠音の生涯』（新潮社） 1987
- 『造化のこころ 日本の自然と美のかたち』（白水社） 1988
- 『禅と日本人』（河出書房新社） 1989
- 『道元・一遍・良寛 日本人のこころ』（春秋社） 1990
- 『古寺巡礼 日本精神の風景』（春秋社） 1990
- 『千利休と日本人 いま甦る「ばさら」の精神』（祥伝社） 1990
- 『「岡田茂吉の世界」- 栗田勇氏は語る-』（エムオーエー商事） 1990
- 『美の探訪』（クレオ） 1991
- 『日本文化のキーワード 7つのやまと言葉でその宝庫を開く』（祥伝社） 1993
  - 『日本文化のキーワード 七つのやまと言葉』（祥伝社新書） 2010
- 『最澄と天台本覚思想 日本精神史序説』（作品社） 1994
- 『而今の花』（作品社） 1995
- 『白隠の読み方 謎の禅師 <息>によって心身を養う「夜船閑話」の知恵』（祥伝社） 1995、のち同・文庫 2001
- 『盆栽発見 その日その日』（新潮社） 1997
- 『最澄』上・中・下（新潮社） 1998
- 『西行から最澄へ 日本文化と仏教思想』（岩波書店） 1999
- 『生きる知恵　NHKカルチャーアワー』上・下（日本放送出版協会） 2001 - 放送テキスト
- 『花を旅する』（岩波新書） 2001
- 『道元 いまを生きる極意』（日本経済新聞社） 2001
- 『漂民 遠藤伸樹覚書』（岩波書店） 2001
- 『捨ててこそ生きる 一遍遊行上人』（日本放送出版協会） 2001
- 『花のある暮らし』（岩波新書） 2002
- 『生きる知恵を学ぶ』（岩波書店） 2003
- 『日本の心を旅する』（春秋社） 2003
- 『良寛』（春秋社） 2005
- 『一休 その破戒と風狂』（祥伝社） 2005
- 『雪月花の心』（ロバート・ミンツァー英訳、祥伝社新書 ヴィジュアル版） 2008 - 講演録
- 『芭蕉』上・下（祥伝社） 2017

## 翻訳
- 『ロートレアモン全集』全3巻（ユリイカ） 1957 - 1958
  - 『マルドロールの歌』角川文庫、1980、改版1992
- 『わが生涯』（トロッキー、澁澤龍彦, 浜田泰三, 野沢協（林茂名義）と共訳、現代思潮社） 1961
- 『コンミューンの炬火』（ブランキとプルードン, S・モリニエ, S-L・プーシュ、浜田泰三共訳、現代思潮社） 1963
- 『空間としての建築』（ブルーノ・ゼヴィ、青銅社） 1966／改訂版・鹿島出版会・SD選書 上下、1977
- 『亡命日記 査証なき旅』（トロツキー、浜田泰三共訳、現代思潮社） 1968
- 『ナジャ』（アンドレ・ブルトン、峰尾雅彦共訳、現代思潮社） 1976